# Campanula morettiana
Espèce
Statut de conservation UICN

 LC  : Préoccupation mineure
Campanula morettiana est une espèce de plantes de la famille des Campanulacées, endémique du nord de l'Italie.